# Khaidu Khan
Khaidu Khan o Qaidu Khan (1030 circa) è stato un condottiero mongolo.
Figlio di Kachi Kaluk Khan, fu sovrano dell'Impero Mongolo e diretto progenitore della stirpe reale di Gengis Khan.

## Vita
Apparteneva al gruppo tribale dei Borjigin. Fu il primo Khan ad aver tentato di riunire tutti i clan Mongoli con il titolo di Khagan. Era nipote di Menen Tudun e pronipote di Kabichi Baator Khan.

## Discendenze
Fu sposato con varie mogli. Uno dei suoi figli fu Shingkor Dokshin, padre di Tumbinai Khan. Tra i suoi discendenti diretti c'è Tamerlano.